# Richard Kuklinski
Richard Kuklinski (Jersey City, 11 april 1935 – Trenton, 5 maart 2006) was een Amerikaanse huurmoordenaar met een gedragsstoornis. Hij werd als kind mishandeld en vermoordde katten en honden als tijdverdrijf en als middel om zijn woede kwijt te kunnen.

## Jeugd
Als zestienjarige moest Kuklinski op straat voor zichzelf zorgen. Hij werd een straatvechter (waarbij zijn kolossale postuur hem goed van pas kwam), en bij een gelegenheid sloeg hij met een pijp zes belagers van zich af en bijna dood. Als zeventienjarige pleegde hij zijn eerste moord.
Kuklinski beweert met gangster Roy Demeo van de New Yorkse Gambino-misdaadfamilie te hebben samengewerkt, hoewel er geen enkele getuige is die zich hem kan herinneren.

## Curriculum vitae
Gedurende de volgende dertig jaar bracht Kuklinski, naar eigen zeggen, tussen de 100 en 250 slachtoffers om door gebruik van cyaankali. Maar ook gebruikte Kuklinski pistolen, messen, dolken, kruisbogen, boksbeugels en andere wapens.
Kuklinski vermoordde ook al zijn vrienden omdat hij niet meer wist wie hij kon vertrouwen. Toen één vriend erachter kwam dat Kuklinski achter hem aan zat, bedreigde hij diens familie met de dood. Kuklinski was razend en schoot de man met een pistool neer. Hij werd met vijf schoten in zijn lichaam in de auto achtergelaten.

## In de openbaarheid
Kuklinski's familie en buren hadden geen idee van zijn bestaan. Iedereen meende dat hij een succesvol zakenman was die goed zorgde voor zijn gezin, en die aardig wat geld in de kas bracht. In 1986 werd hij gearresteerd. Vrijwel de gehele zaak was gebaseerd op de getuigenis van één undercoveragent. In 1988 werd Kuklinski veroordeeld tot tweemaal levenslang.
Hij stierf op 70-jarige leeftijd een natuurlijke dood.

## In de media
Philip Carlo bracht in 2007 het boek The Ice Man: Confessions of a Mafia Contract Killer uit, waarin hij verslag probeert te doen van Kuklinksi's vermeende misdaden en methodes. De beweringen in dit boek zijn zeer omstreden.
Een van de grotere maffiakenners van de Verenigde Staten, Jerry Capeci, noemt Kuklinski naar aanleiding van dit boek de Forrest Gump van de georganiseerde misdaad. Kuklinski beweerde namelijk deelgenomen te hebben aan zo ongeveer alle belangrijke maffia-executies van de laatste twintig jaar. En dit terwijl er behalve Kuklinski zelf geen enkele getuige was die hem zelfs maar linkte met de maffia, laat staan met de moorden op onder meer Carmine Galante, Paul Castellanno en Jimmy Hoffa zoals hijzelf beweerde, hetgeen zijn geloofwaardigheid nogal ondermijnde. Het grootse gedeelte van het boek lijkt ontsproten te zijn aan ofwel de fantasie van Kuklinski, dan wel aan die van Carlo.
Vervolgens regisseerde Ariel Vromen in 2012 een bewerking van het dubbelleven van Kuklinski in de film The Iceman, met Michael Shannon en Winona Ryder in de hoofdrollen.